# در یک کشور آزاد
در یک کشور آزاد (به انگلیسی: In a Free State) یک رمان نوشته وی. اس. نایپل  نویسنده اهل بریتانیا است که در سال ۱۹۷۱ در انگلستان منتشر شد و موفق شده‌است در همان سال برنده جایزه ادبی من بوکر شود.